# Molera (Balme)
Molera is een plaats (frazione) in de Italiaanse gemeente Balme.